# اووندو (چیلدیر)
اووندو (به ترکی استانبولی: Övündü، به ارمنی: Վաշլոբ) یک منطقهٔ مسکونی در ترکیه است که در چیلدیر واقع شده‌است.